# Jānis Sudrabkalns
Jānis Sudrabkalns, pseudonimo di Arvīds Peine (Inčukalns, 17 maggio 1894 – Riga, 4 settembre 1975), è stato uno scrittore lettone.
Autore del capolavoro L'armata alata (1920), opera chiaramente espressionista, e di Metamorfosi (1923), durante il governo dell'URSS sulla Lettonia fu poeta del popolo.
Nel 1948 vinse il premio Stalin.